# Présidence française du Conseil de l'Union européenne en 2022
Pour un article plus général, voir Présidence du Conseil de l'Union européenne.
Présidence slovène du Conseil de l'Union européenne en 2021 Présidence tchèque du Conseil de l'Union européenne en 2022
La présidence française du Conseil de l'Union européenne en 2022 (parfois abrégée en PFUE) est la treizième présidence tournante du Conseil de l'UE assurée par la France.
La France a succédé à la Slovénie au siège de la présidence le 1er janvier 2022.
Le relais de la présidence française est pris le 1er juillet 2022 par la République tchèque, deuxième pays du onzième « triplet » de la présidence tournante du Conseil de l'Union européenne.

## Programme

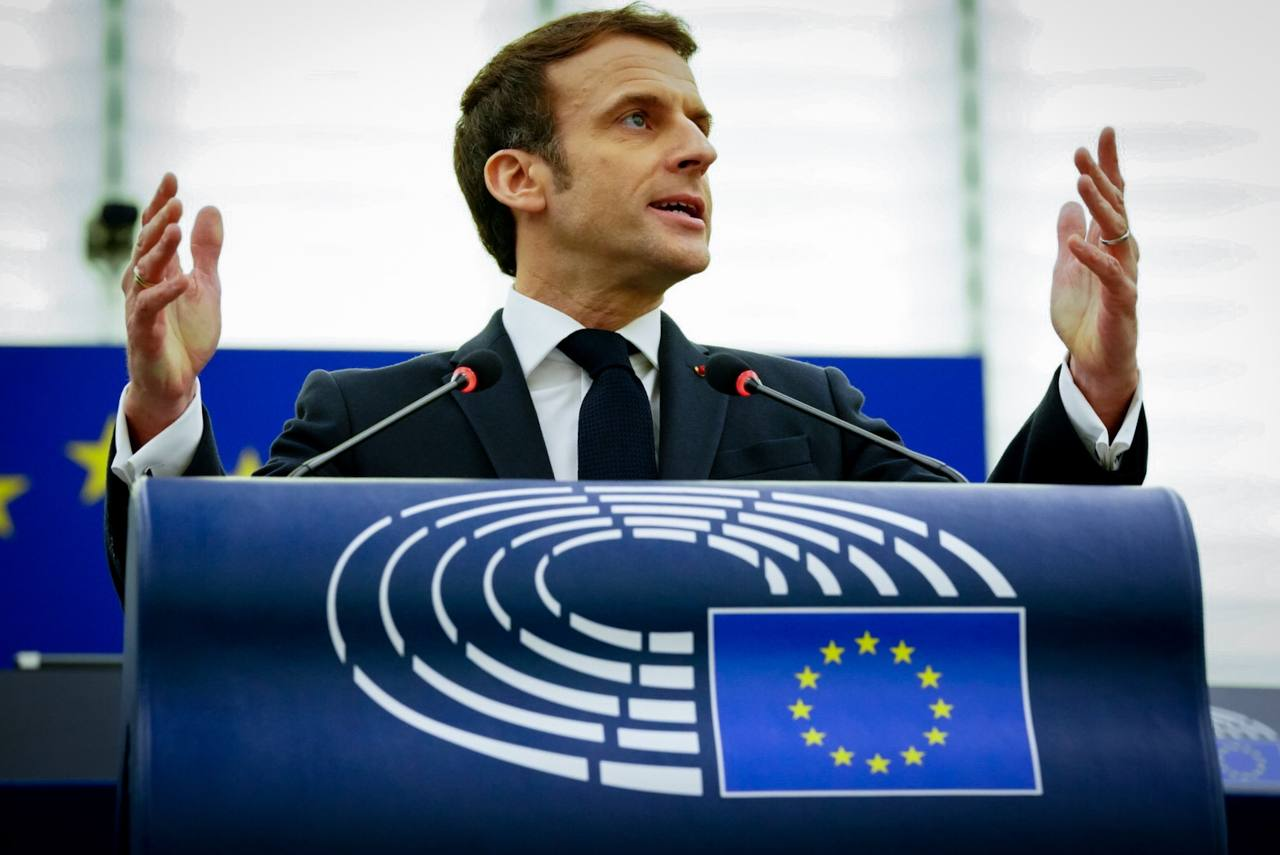
Intervention du président de la République Emmanuel Macron devant le Parlement européen le 19 janvier 2022.

Afin de marquer le début de la présidence, le drapeau européen a été installé sous l'arc de Triomphe du 31 décembre au 1er janvier. Le retrait temporaire du drapeau français a été très critiqué par l'extrême droite, la droite, mais également par la gauche. De nombreux monuments ont également été illuminé aux couleurs européennes. Le premier temps fort institutionnel est marqué par la visite du collège de la Commission européenne les 6 et 7 janvier.
Le président français Emmanuel Macron souhaite notamment avancer sur le salaire minimum européen, revoir les règles du pacte de stabilité et de croissance, réformer l'espace Schengen et avancer sur une politique de défense commune,. Il présente les priorités de la PFUE en janvier, lors de la session plénière du Parlement européen.
Le président français, Emmanuel Macron, s'est rendu le mercredi 19 janvier 2022 au Parlement européen à Strasbourg.
Emmanuel Macron, à l'occasion de la journée de l'Union et de la conférence sur l'avenir de l'Union, donne un long discours devant le Parlement européen autour de deux axes majeurs : l'indépendance et l'efficacité de l'UE.
À la suite de l'invasion de l'Ukraine par la Russie, le programme de l'Union européenne est bouleversé et celle-ci se place comme premier opposant politique au conflit et affirme son hostilité à l'égard de l'invasion russe.
L'Union prend alors une importance cruciale dans cette guerre, soucieux d'infliger des sanctions massives à la Russie pour la pousser à stopper son invasion. La question de l'indépendance et de la souveraineté, notamment énergétique, revient au cœur des débats (la Russie exporte la moitié de son gaz et de son pétrole vers l'Union). Le 30 mai 2022, les Vingt-Sept se prononcent à l'unanimité pour un embargo sur le pétrole russe à hauteur de 90 %.
L'UE est également confrontée à la pression de l'Ukraine et de la Moldavie pour intégrer l'Union de façon accélérée. Conscient des gros efforts requis pour respecter les critères d'adhésion, Emmanuel Macron annonce que puisque « l'intégration prendra des années, sûrement plusieurs décennies », la création d'une « communauté politique européenne prend tout son sens ». L'Ukraine et la Moldavie obtiennent toutefois le statut de candidat à l'Union lors du Conseil européen du 23 et 24 juin 2022, ce projet de Communauté politique européenne n'étant pas un substitut à l'élargissement,.
L'UE permet une meilleure concordance et convergence de l'aide militaire, financière, humanitaire et politique envers l'Ukraine.

## Organisation et budget
Un secrétariat général de la présidence française du Conseil de l'Union européenne est mis en place par le décret du 8 décembre 2020. Le secrétariat général est placé sous l'autorité du Premier ministre. Son secrétaire général est Xavier Lapeyre de Cabanes. Le comité interministériel sur l’Europe, la représentation permanente de la France et le secrétariat général des affaires européennes sont également impliqués.
Le coût de la présidence française du Conseil de l'Union européenne est estimé à 148 millions d'euros. Près de 400 événements sont prévus, dont 200 réunions de hauts fonctionnaires, une vingtaine de réunions des ministres de l'Union européenne, 80 réunions de niveau ministériel et des colloques, conférences, etc.. La présidence du Conseil de l'Union européenne est généralement financée en partie par des entreprises. Clément Beaune a indiqué au Sénat l'exclusion du mécénat privé, sauf pour louer ou se faire prêter 220 véhicules électriques et hybrides et pour la compensation carbone intégrale des émissions générées par la présidence française.

## Slogan et identité visuelle

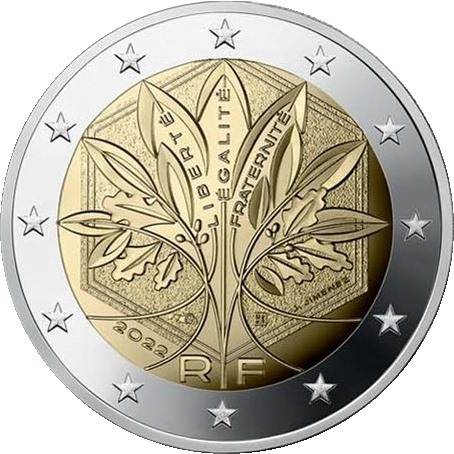
Pièce de 2 euros.

La présidence a choisi comme slogan « Relance, puissance, appartenance »
L'identité visuelle de la présidence française reprend le drapeau tricolore et les étoiles européennes qui s'unissent autour des initiales de l'Union européenne U et E. Selon le secrétaire d'Etat Clément Beaune, la flèche au centre de la seconde lettre symbolise un « message d'ambition, d'espoir [et] d'avenir » pour faire « face aux tentations du repli et parfois du renoncement ».
Une pièce de deux euros frappée par la Monnaie de Paris est mise en circulation. Joaquin Jimenez y a gravé un chêne et un olivier, représentants la force et la sagesse.
Un timbre de 1,65 € est également commercialisé. Il a été dévoilé le 10 janvier par Bruno Le Maire et Clément Beaune lors de l'inauguration du nouveau bâtiment de la Poste du Louvre.

## Évènements

### Sommet de Versailles
La présidence française du Conseil de l’UE a été marquée par l’invasion de l’Ukraine par la Russie. Plusieurs sommets et réunions ministérielles, formelles et informelles, se sont tenus pour construire la réponse européenne. Les dirigeants de l’UE se sont notamment réunis en France lors du sommet de Versailles, les 10 et 11 mars, et ont adopté la déclaration de Versailles qui porte sur l’agression russe contre l’Ukraine, ainsi que sur le renforcement des capacités de défense, la réduction de la dépendance énergétique et la construction d’une base économique plus solide.

### Dernier Conseil européen sous présidence française
Le Conseil européen des 23 et 24 juin 2022 est le dernier grand rendez-vous européen de la présidence française de l'Union. Celui-ci se déroule alors que la guerre en Ukraine continue de faire des ravages économiques, politiques et sociaux au sein de l'Union, de l'Europe et du monde.

## Bilan

### Bilan dressé par la Commission et la présidence française
La présidente de la Commission européenne, Ursula von der Leyen, et le Président du Conseil européen, Charles Michel, soulignent respectivement « une présidence couronnée de succès » et  « un clair et franc succès ».
Le président de la République française, Emmanuel Macron, affirme que « l'Europe de juin 2022 est très différente de celle de janvier 2022 ». Il revient sur certains points jugés cruciaux quant à l'évolution de l'Union :
- la réaction rapide et efficace de l'Union quant à l'invasion de la Russie de l'Ukraine, citant notamment : 
  - le premier paquet de sanction mis en place en quelques jours seulement, six en tout,
  - un embargo presque total (90 %) sur le pétrole russe,
  - un soutien macroéconomique, financier et militaire envers l'Ukraine,
  - le financement et l'accueil des réfugiés de guerre ;
- l'accord du statut de candidat à l'UE pour l'Ukraine et la Moldavie et les perspectives pour la Géorgie ;
- un renforcement de la souveraineté européenne (technologique, de la défense, énergétique…) ;
- la lutte contre le réchauffement climatique : 
  - une taxe carbone aux frontières,
  - des outils de luttes contre la déforestation,
  - une meilleure perspective quant à la réduction de 55 % des émissions de gaz à effets de serre d'ici à 2030 ;
- sur le plan d'une Union plus sociale : 
  - une avancée majeure sur les salaires minimaux,
  - un accord sur l'égalité hommes/femmes dans les conseils d'administration des entreprises bloqué depuis dix ans ;
- la promulgation de deux lois européennes permettant une meilleure régulation des géants du numérique ;
- la réforme de l'espace Schengen et des avancées sur la politique européenne d’asile et migration ;
- une feuille de route avec les engagements pris lors du sommet de Versailles de renforcer les capacités et investissements dans la Défense ;
- une réduction de la dépendance aux combustibles fossiles et une diversification des sources et voies d'approvisionnement pour réduire la dépendance ;
- un partenariat renforcé avec l'Union africaine, avec notamment : 
  - la sécurité alimentaire,
  - la coopération globale,
  - la stratégie protéinique,
  - les financements ;
- l'importance de la conférence sur l'avenir de l'Europe pour une Europe « plus puissante, audacieuse et protectrice ».

Globalement, le président Emmanuel Macron souligne l'immense accélération du projet européen dans sa globalité, dû notamment à la guerre en Ukraine, mais espère conserver cette solidarité européenne, cette rapidité d'action et cette efficacité hors période de crises. Selon lui, « les décisions massives pour faire face au conflit » n'ont fait que « renforcer, créditer et valider la conviction qui était au cœur de nos travaux : celle d'un besoin d'une plus grande souveraineté européenne ». Cela fait par ailleurs écho aux deux grands axes mis en avant par Emmanuel Macron lors de la conférence sur l'avenir de l'Europe : l'indépendance et l'efficacité. « Cette crise, cette guerre en Europe, a accéléré au fond notre agenda collectif » car « cet agenda, je crois pouvoir le dire, était aussi très cohérent avec ce changement géopolitique », conclut-il.

### Bilan dans les médias
Tirant le bilan des six mois de la présidence française, Le Monde met en avant que la guerre en Ukraine a forcé l’UE à accélérer ses dossiers pendant la présidence française, qui a été de ce fait marqué par une série d’avancées, sur le pacte migratoire, la défense ou le climat. Selon Les Échos, la présidence française de l'UE est unanimement saluée dans les sphères européennes ; malgré le conflit ukrainien, la France est parvenue à dérouler l'entièreté de l'agenda prévu fin 2021 et aurait atteint 97 % de ses objectifs. TF1 va dans le même sens, en citant notamment l'opinion de Thierry Chopin, professeur de sciences politique à l'université catholique de Lille et conseiller spécial à l'Institut Jacques Delors, pour qui « il y a eu beaucoup de résultats sur une très grande partie des priorités législatives qui avaient été fixées ».

#### Reportage
Un reportage lors du long de la présidence européenne est réalisé par le journaliste Guy Lagache nommé « Un président, l’Europe et la guerre ». Normalement devant simplement filmer les coulisses d'Emmanuel Macron lors d'une simple présidence il se retrouve à filmer des négociations de paix du président français à la suite de l'invasion de l'Ukraine par la Russie,.